# De rijstoorlog
De Rijstoorlog is een stripverhaal uit de Lucky Luke reeks. Eigenlijk zijn het vier kortere verhalen, waarvan "de rijstoorlog" er slechts een is.

## Een wandeling door de stad
Lucky Luke moet de veedief, Buck Flagdown, arresteren. De lezer volgt hen en ziet hierbij wat er zoal in een typisch wildweststadje afspeelt: de saloon, de doodgraver, de kapper, de school... en natuurlijk de sheriff met zijn gevangenis, waar Buck Flagdown ten slotte ook belandt.

## Alle begin is moeilijk
Omer Marshmallow, een typische melkmuil oftewel tenderfoot, wil een bekende desperado worden. Dit valt niet mee. Hij besluit indruk te maken door Lucky Luke uit te dagen en te verslaan. Lucky Luke, de barman en een klant nemen hem stevig bij de neus, waarop hij met de staart tussen de benen naar zijn vaders boerderij teruggaat.

## Hola, de pianola
Sean O'Flannagan, eigenaar van de River Pueblo saloon, heeft zijn klanten een pianola beloofd. Onderweg naar huis wordt hij op de prairie overvallen door indianen. Lucky Luke komt te hulp en na veel bloed, zweet en tranen weten ze de pianola naar de saloon te brengen, alwaar hij al na een avond bezwijkt: aan het geweld van een ouderwetse knokpartij.

## Rijstoorlog
Lucky Luke ontmoet een Chinees genaamd Tjong-Yen-Li die een restaurant opent in Nothing Gulch. Vrij kort na de opening blijkt een zekere Ming Li Foo, voorheen wasbaas van de 20e Cavalerie (zie het gelijknamige album) en eigenaar van een wassalon, echter ook een restaurant te hebben geopend, precies aan de overkant van de straat. Hoewel de twee Chinezen heel hoffelijk tegen elkaar lijken te spreken, blijkt er hier sprake van een letterlijke concurrentiestrijd als Tjong en Ming elkaar met vuurwapens beginnen te bevechten en met kanonnen zowel elkaars pand als dat van de buren vernielen. De ruzie slaat over naar de andere stadsbewoners zodat iedereen in gevecht met iedereen raakt. Lucky Luke herstelt de orde en stelt voor de strijd tussen Ming en Tjong te beslissen middels een wedstrijd: wie het langst op de rug van Jolly Jumper blijft zitten mag in de stad blijven. Beide Chinezen worden even snel uit het zadel geworpen, maar besluiten hierop hun krachten te bundelen en samen één restaurant te beginnen. Lucky Luke kan vertrekken uit het weer vreedzaam geworden Nothing Gulch. Wat hij niet weet is dat een nieuwe concurrent van het Chinese restaurant zich alweer aandient in de vorm van een Japans restaurant.